# Sian Christina MacLeod

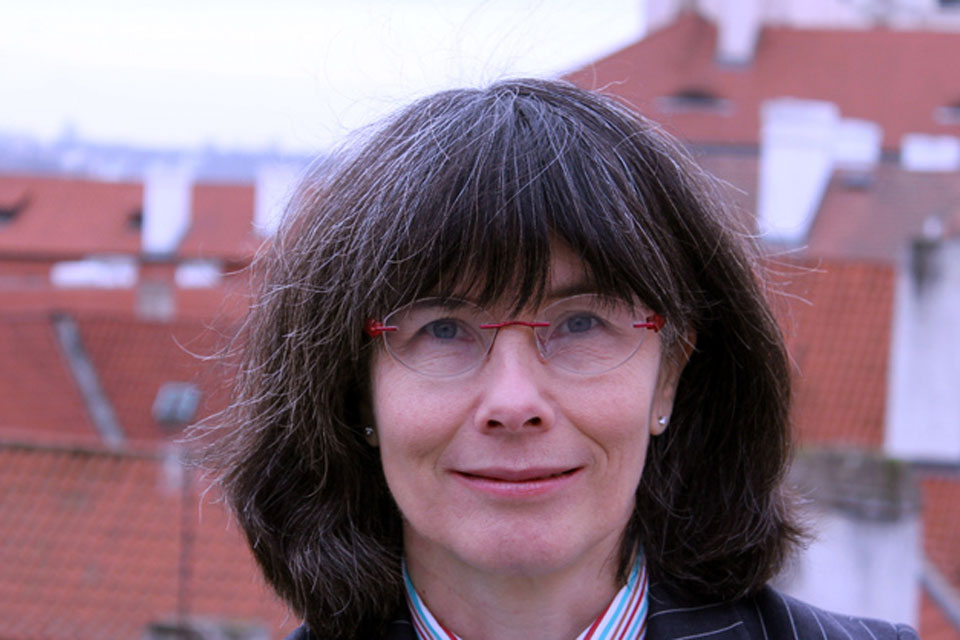
Sian Christina MacLeod (2013)

Sian Christina MacLeod OBE (* 31. Mai 1962) ist eine britische Diplomatin. Sie ist verheiratet und hat drei Kinder.

## Leben
Von 1985 bis 1987 war Sian MacLeod beim British Council als Referentin für Südafrika im Foreign and Commonwealth Office. Sie lernte russisch und war von 1988 bis 1992 Legationsrätin an der Botschaft in Moskau. Danach leitete sie die Abteilung Russland im Foreign and Commonwealth Office und wurde anschließend Ständige Vertreterin an der Botschaft in Vilnius. Ab 1993 leitete sie die Abteilung Rüstungskontrolle im Foreign and Commonwealth Office und danach dort auch die Personalabteilung.
Die Leitung der politischen Abteilung der Botschaft in Den Haag übernahm sie 1996 und führte sie bis 2000, als sie stellvertretende Leiterin der politischen Antiterror-Abteilung wurde. Nach einer Abordnung zum Regierungskabinett 2002 avancierte sie 2004 zur Botschaftsrätin in Moskau, wo sie dann von 2005 bis 2007 als Gesandte stellvertretende Leiterin der Botschaft war. Seit 2009 ist sie Botschafterin in Prag.

## Orden und Ehrenzeichen
2002 wurde sie als Officer des Order of the British Empire ausgezeichnet.